# Église Saint-Symphorien de Morogues
Pour les articles homonymes, voir Église Saint-Symphorien et Morogues (homonymie).
L'église Saint-Symphorien de Morogues est une église catholique située sur la commune de  Morogues, dans le département du Cher en France.

## Historique
L'église ne présente pas de parties antérieures au XIIIe siècle. Une étude dendrochronologique de la charpente faite pendant la restauration de l'église, en 2016-2018, a montré que la construction date du dernier tiers du XIIIe siècle. L'étude a donné un abattage des arbres en 1266-1267. L'église n'a alors qu'une seule nef et un clocher.
La tour-clocher actuelle est construite au XVe siècle pour remplacer l'ancien clocher qui était situé en avant du chœur en l'édifiant à l'ouest. Les chapelles sont élevées pour former un faux transept. La chapelle côté nord est dédiée à la Vierge, celle du sud à saint Cloud. L'abside, le chœur et les chapelles latérales ont été voûtées sur croisées d'ogives. 
La voûte lambrissée de la nef date de 1716 d'après une inscription. Les boiseries du chœur datent du XVIIIe siècle.
Le dallage de la nef a été réalisé au XIXe siècle ainsi que le maître-autel et les autels des chapelles.

## Protection
L'édifice est inscrit au titre des monuments historiques par arrêté du 2 mars 1926.

## Mobilier
L'église conserve après la suppression de la Sainte-Chapelle de Bourges en 1757 quelques pièces de son mobilier :
- le banc d'œuvre, ancienne chaire des officiants de la Sainte-Chapelle, classé au titre des monuments historiques au titre objet en 1913[2];
- la statue de saint Jean-Baptiste, classée au titre des monuments historiques au titre objet en 1977[3];
- la Vierge à l'Enfant, classée au titre des monuments historiques au titre objet en 1919[4] ;
- un homme de cour, peut-être saint Julien l'Hospitalier ou saint Symphorien, classé au titre des monuments historiques au titre objet en 1913[5] ;
- le Christ en croix, classé au titre des monuments historiques au titre objet en 1975[6].

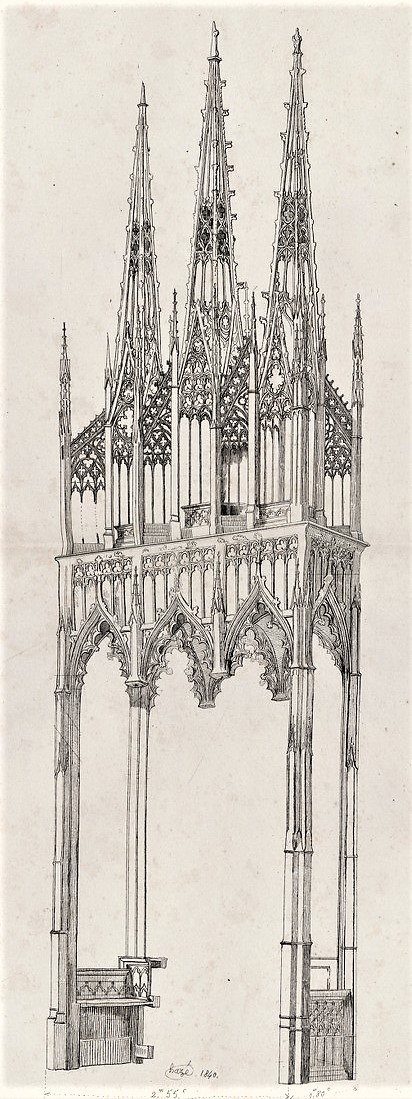
Banc d'œuvre, ancienne chaire des officiants de la Sainte-Chapelle de Bourges.
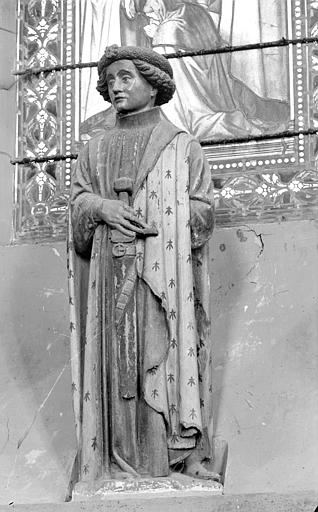
Statue d'un homme de cour.
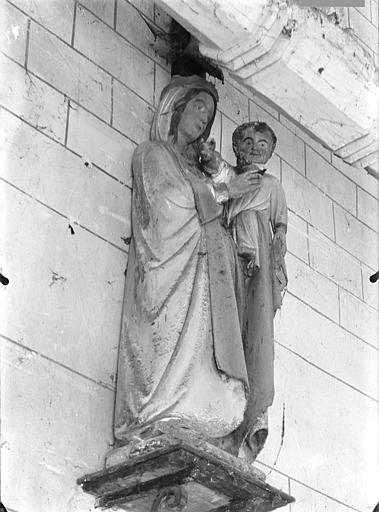
Vierge à l'Enfant.